# Olia Tira

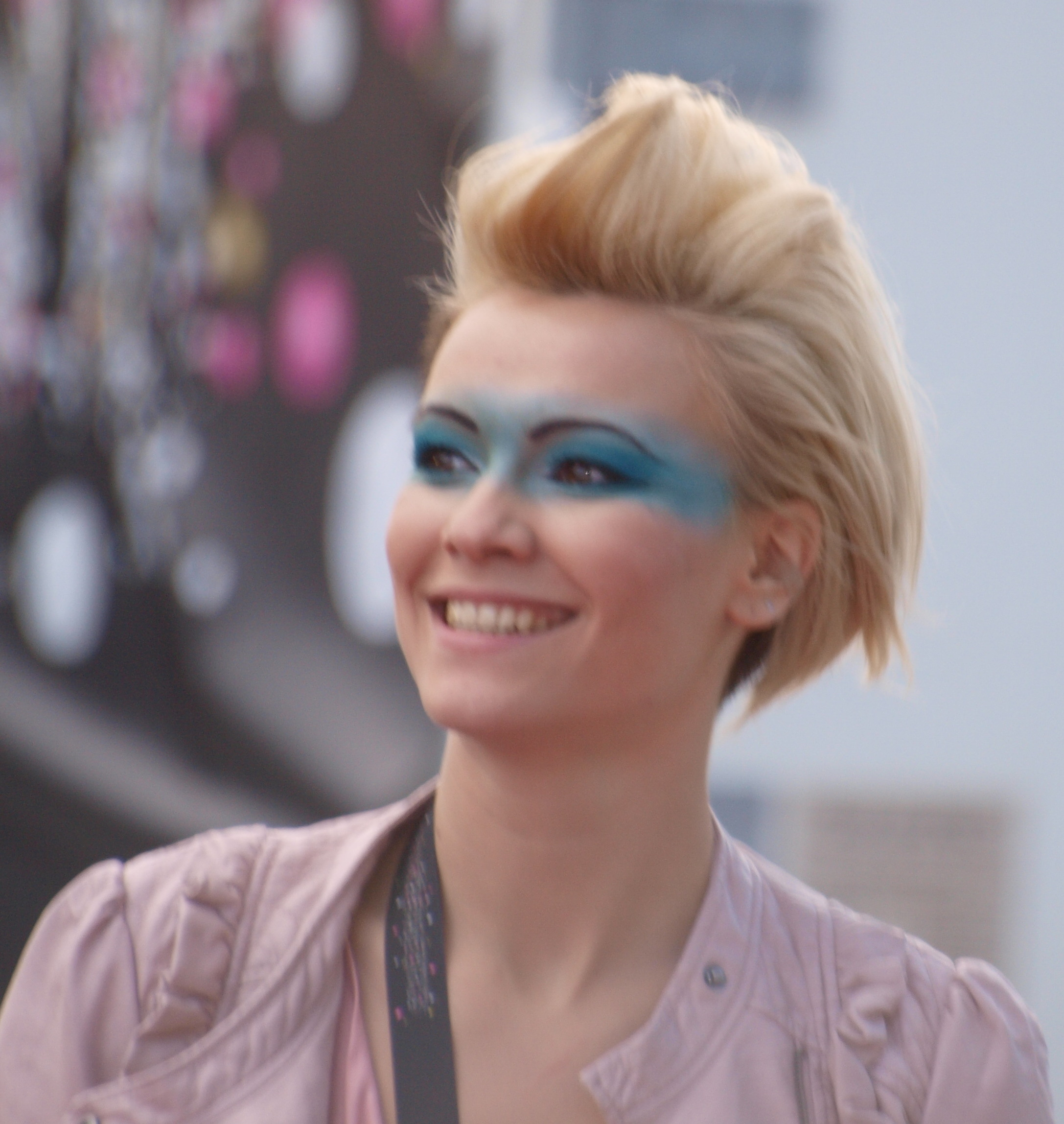
Olia Tira beim Eurovision Song Contest 2010

Olia Tira (* 1. August 1988 in Potsdam, eigentlich Olga Țîra) ist eine moldauische Sängerin. Zusammen mit der Gruppe SunStroke Project und dem Lied Run away vertrat sie ihr Heimatland beim Eurovision Song Contest 2010 in Norwegen, nachdem sie sich beim nationalen Vorentscheid mit Höchstnoten der Jury und der Zuschauer durchgesetzt hatten. Dort belegte die Formation den 22. Platz.

## Leben
Olia Tira wurde 1988 als Tochter eines Offiziers der Roten Armee in Potsdam in der ehemaligen DDR geboren. Nach Versetzungen des Vaters beendete sie die Schulausbildung in der südmoldawischen Stadt Cahul und wechselte 2006 an die moldauische Musik- und Theaterakademie in der Hauptstadt Chișinău. Im selben Jahr belegte sie mit dem Lied Iubirea mea beim moldauischen Vorentscheid den achten Rang. Auch 2008 und 2009 war sie beim Vorentscheid vertreten, konnte sich aber weder mit Always Will Be (2008) noch Unicul meu (2009) durchsetzen. Dabei belegte sie 2008 einen geteilten ersten Platz, per Juryentscheid wurde allerdings Geta Burlacu vorgezogen.
2007 veröffentlichte sie ihr Debütalbum Your Place or Mine?. Sie zählt Madonna zu ihren Vorbildern.